# Jibla
Jibla (arabo: جبل) è una città nel sud-ovest dello Yemen, poco distante da Ibb. Si trova a circa 2.200 metri di altitudine.

## Storia
La città fu un importante centro del regno della regina Arwa.

## Monumenti e luoghi d'interesse
Di interesse la moschea Al-Janad, la più antica dello Yemen costruita nel 632 e che è anche un antico centro di insegnamento del corano tuttora operante.

## Curiosità
Alcune scene del film Il fiore delle Mille e una notte di Pier Paolo Pasolini furono riprese a Jibla.

## Galleria d'immagini

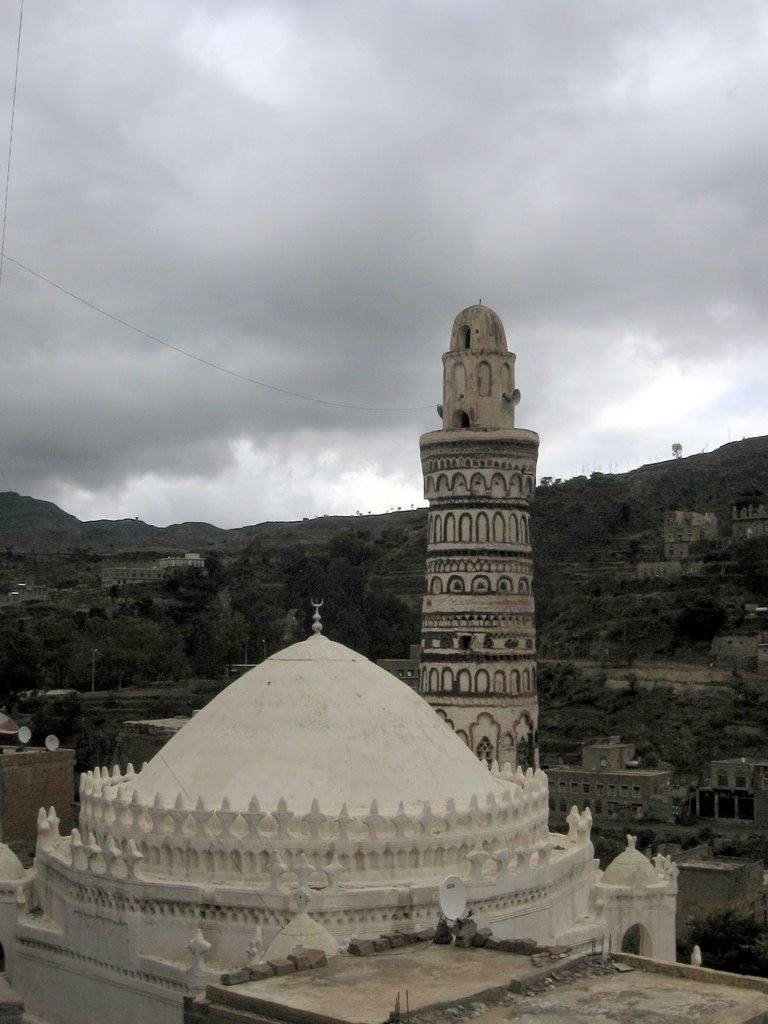
Moschea della regina Arwa
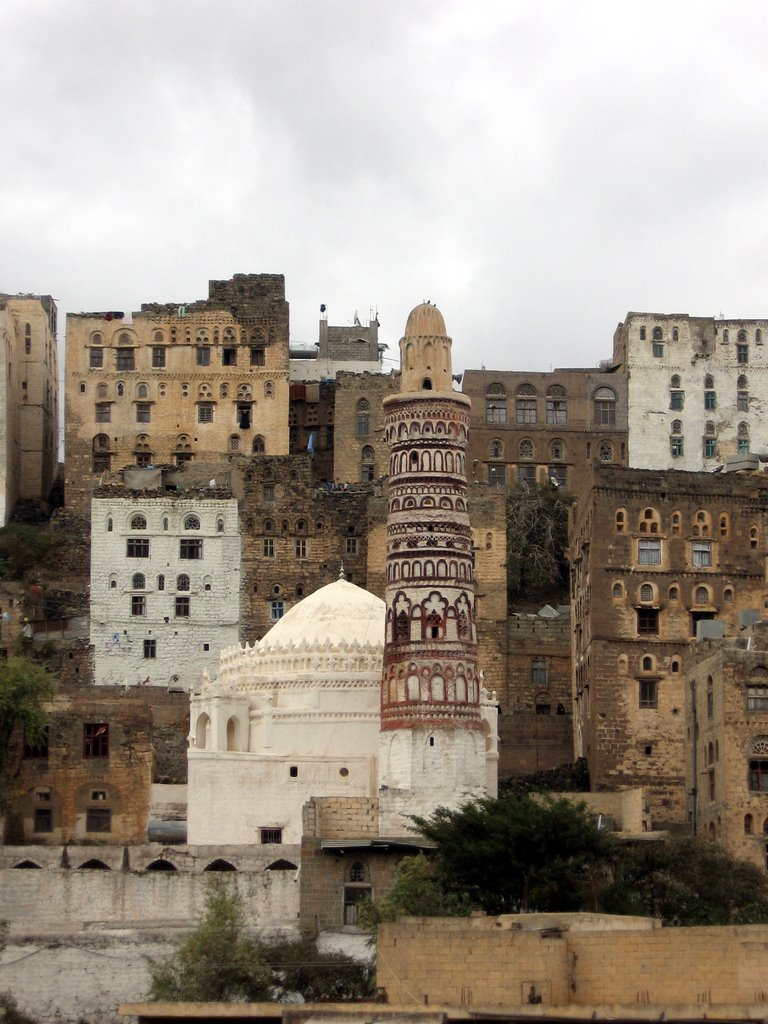
Vista delle città